# Garrulax calvus
Garrulax calvus е вид птица от семейство Leiothrichidae.

## Разпространение
Видът е разпространен в Бруней, Индонезия и Малайзия.